# Октябрьское (Советский район, Крым)
Октя́брьское (до 1945 года Джепа́р-Юрт; укр. Октябрське, крымскотат. Ceppar Yurt, Джеппар Юрт) — село в Советском районе Республики Крым, входит в состав Некрасовского сельского поселения (согласно административно-территориальному делению Украины — Некрасовского сельского совета Автономной Республики Крым).

## Население
| 2001 | 2014 |
| ---- | ---- |
| 790  | ↘557 |

Всеукраинская перепись 2001 года показала следующее распределение по носителям языка
| Язык             | Процент |
| ---------------- | ------- |
| русский          | 56.84   |
| крымскотатарский | 31.01   |
| украинский       | 9.87    |
| молдавский       | 1.65    |
| другие           | 0.13    |

### Динамика численности
| - 1864 год — 6 чел. - 1889 год — 68 чел. - 1892 год — 32 чел. - 1900 год — 100 чел. - 1904 год — 20 чел. - 1911 год — 100 чел. | - 1915 год — 24/144 чел. - 1926 год — 209 чел. - 1989 год — 865 чел. - 2001 год — 790 чел. - 2014 год — 557 чел. |

## Современное состояние
На 2017 год в Октябрьском числится 7 улиц; на 2009 год, по данным сельсовета, село занимало площадь 70 гектаров на которой, в 232 дворах, проживало более 700 человек. В селе действуют средняя школа, детский сад «Берёзка», сельский дом культуры, отделение почты России, библиотека-филиал № 10, фельдшерско-акушерский пункт. Октябрьское связано автобусным сообщением с райцентром, Симферополем и соседними населёнными пунктами.

## География
Октябрьское — село в центре района, в степном Крыму, на правом берегу безымянной маловодной балки (сейчас — сбросовый коллектор Северо-Крымского канала), высота над уровнем моря — 8 м. Ближайшие сёла — Некрасовка в 6 км на северо-восток, Чернозёмное в 5 км на запад и Алмазное в 5 км на юго-запад. Райцентр Советский — примерно в 7 километрах (по шоссе), там же ближайшая железнодорожная станция — Краснофлотская (на линии Джанкой — Феодосия). Транспортное сообщение осуществляется по региональной автодороге 35Н-579 Советский — Дмитровка (по украинской классификации — С-0-11422).

## История
Первое документальное упоминание села встречается в Камеральном Описании Крыма… 1784 года, судя по которому, в последний период Крымского ханства Чевгер входил в Кучук Карасовский кадылык Карасьбазарскаго каймаканства. Видимо, вследствие эмиграции крымских татар в Турцию после присоединения Крыма к России (8) 19 апреля 1783 года, деревня опустела и, находясь территориально в Урускоджинской волости Феодосийского уезда в Ведомости о числе селении, названиях оных, в них дворов… состоящих в Феодосийском уезде от 14 октября 1805 года, ввиду отсутствия жителей не записана. На военно-топографической карте генерал-майора Мухина 1817 года деревня Джапар также обозначена пустующей, как не числится и в «Ведомости о казённых волостях Таврической губернии 1829 года». Причины появления в деревне новых жителей пока неизвестны, но на карте 1836 года в деревне Джапар (или Джапар Джурт) 20 дворов, как и на карте 1842 года.
В 1860-х годах, после земской реформы Александра II, деревню приписали к Шейих-Монахской волости.
Согласно «Памятной книжке Таврической губернии за 1867 год», деревня Джапар Юрт была покинута жителями в 1860—1864 годах, в результате эмиграции крымских татар, особенно массовой после Крымской войны 1853—1856 годов, в Турцию и оставалась в развалинах. Согласно «Списку населённых мест Таврической губернии по сведениям 1864 года», составленному по результатам VIII ревизии 1864 года, Джафар-Юрт — владельческая деревня немецких колонистов с 2 дворами и 6 жителями при колодцах{, а, по энциклопедическому словарю Немцы России, лютеранское поселение было основано, на 2400 десятинах земли, в 1872 году. В том же году в Джапар-Юрте была открыта начальная немецкая школа (со сроком обучения 7 лет). Преподавались Закон Божий, немецкий и русский языки, арифметика, география, чистописание, черчение, пение. В 1891 году в школе обучалось 9 мальчиков и 9 девочек. На трёхверстовой карте Шуберта 1865—1876 года деревня Джапар (или Джапар Джурт) обозначена с 7 дворами. Согласно «Памятной книге Таврической губернии 1889 года», по результатам Х ревизии 1887 года, в деревне Джапар-Юрт числилось 11 дворов и 68 жителей. По «…Памятной книжке Таврической губернии на 1892 год» в деревне Джапар-Юрт, входившей в Ново-Керлеутское сельское общество, числилось 26 жителей в 5 домохозяйствах, а в безземельной деревне Джапар-Юрт, не входившей ни в односельское общество, было 6 жителей, у которых домохозяйств также не числилось.
После земской реформы 1890-х годов деревню приписали к Андреевской волости. По «…Памятной книжке Таврической губернии на 1900 год» в деревне Джепар-Юрт числилось 100 жителей в 10 дворах, в 1904 году почему-то числилось 20 жителей, а в 1911—100. По Статистическому справочнику Таврической губернии. Ч.II-я. Статистический очерк, выпуск пятый Феодосийский уезд, 1915 год, в селе Джепар-Юрт Андреевской волости Феодосийского уезда числилось 20 дворов (10 дворов с землёй, 10 — безземельные) с немецким населением в количестве 24 человек приписных жителей и 144 — «посторонних», из которых 80 мужчин и 88 женщин. Жители владели 3541 десятинами удобной земли. В хозяйствах имелось 157 лошадей, 198 волов, 90 коров и 240 голов мелкого скота. Согласно списку 1915 года «…русских подданных из австрийских, венгерских или германских выходцев» землевладельцев, опубликованном в газете «Таврические губернские ведомости» в апреле 1915 года, при деревне Джепар-Юрт значатся крымские немцы: Вальц Адам Филиппович, имевший 461 десятину земли, Вагнер Христиан Петрович — 1694 дес., Кельберер Георгий-Адам Вильгельмович — 191,5 дес., Кельберер Фридерика Петровна — 90 дес., Кокендерфер Ида Петровна — 90 дес. и Кохендерфер Фридрих Иоганнович — 90 дес..
После установления в Крыму Советской власти, по постановлению Крымревкома № 206 «Об изменении административных границ» от 8 января 1921 года была упразднена волостная система и село вошло в состав Ичкинского района Феодосийского уезда, а в 1922 году уезды получили название округов. 11 октября 1923 года, согласно постановлению ВЦИК, в административное деление Крымской АССР были внесены изменения, в результате которых округа были отменены, Ичкинский район упразднили, включив в состав Феодосийского в состав которого включили и село. Согласно Списку населённых пунктов Крымской АССР по Всесоюзной переписи 17 декабря 1926 года, в селе Джапар-Юрт, Ичкинского сельсовета Феодосийского района, числилось 49 дворов, из них 47 крестьянских, население составляло 209 человек, из них 135 немцев, 72 русских, 1 украинец, 1 болгарин, действовала немецкая школа I ступени (пятилетка). Постановлением ВЦИК «О реорганизации сети районов Крымской АССР» от 30 октября 1930 года Феодосийский район был упразднён и был создан Сейтлерский район (по другим сведениям 15 сентября 1931 года), в который включили село, а с образованием в 1935 году Ичкинского — в состав нового района. Видимо, в ходе той же реорганизации, был образован Джепар-Юртский сельсовет, поскольку на 1940 год он уже существовал (был преобразован в Чернозёмненский в период с 1 января по 1 июня 1968 года). Вскоре после начала Великой Отечественной войны, 18 августа 1941 года крымские немцы были выселены, сначала в Ставропольский край, а затем в Сибирь и северный Казахстан.

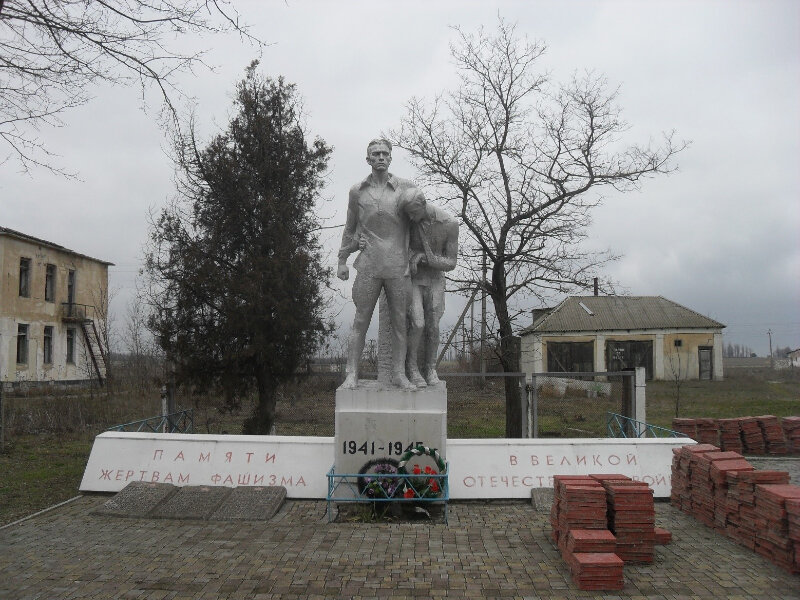
Братская могила военнопленных

Во время Великой Отечественной войны фашисты устроили в Джепар-Юрте, в здании бывшего коровника, лагерь советских военнопленных. Погибшие в лагере были похоронены в братской могиле — 364 человека. В ней же захоронены тела двоих советских офицеров, расстрелянных осенью 1943 года в Старом Керлеуте. Впоследствии в могилу перенесли останки советских воинов из Старого и Нового Керлеутов. На могиле был установлен памятник — бетонная пирамидка со звездой и табличкой, в 1977 году заменённый на современный, работы скульптора, заслуженного художника УССР, Леонида Смерчинского. После 2020 года проведены работы по реконструкции памятного знака в частности, установлены новые мемориальные доски. Постановлением Совета министров Республики Крым № 627 от 20 декабря 2016 года памятник отнесён к категории объектов культурно-исторического наследия России регионального значения.
После освобождения Крыма от фашистов, 12 августа 1944 года было принято постановление № ГОКО-6372с «О переселении колхозников в районы Крыма» и в сентябре 1944 года в район приехали первые новоселы (180 семей) из Тамбовской области, а в начале 1950-х годов последовала вторая волна переселенцев из различных областей Украины. Указом Президиума Верховного Совета РСФСР от 21 августа 1945 года Джепар-Юрт был переименован в Октябрьское и Джепар-Юртский сельсовет — в Октябрьский. С 25 июня 1946 года Октябрьское в составе Крымской области РСФСР, а 26 апреля 1954 года Крымская область была передана из состава РСФСР в состав УССР. Указом Президиума Верховного Совета УССР «Об укрупнении сельских районов Крымской области», от 30 декабря 1962 года Советский район был упразднён и село присоединили к Нижнегорскому. 8 декабря 1966 года Советский район был восстановлен и село вновь включили в его состав. По данным переписи 1989 года в селе проживало 865 человек. С 12 февраля 1991 года село в восстановленной Крымской АССР, 26 февраля 1992 года переименованной в Автономную Республику Крым. С 21 марта 2014 года в составе Крыма аннексировано Россией.
12 мая 2016 года парламент Украины, не признающий российскую аннексию, принял постановление о переименовании села в Деппар-Юрт (укр. Деппар-Юрт), в соответствии с законами о декоммунизации, однако данное решение не вступает в силу до «возвращения Крыма под общую юрисдикцию Украины».